# Ormesson-sur-Marne
Ormesson-sur-Marne là một xã ở ngoại ô phía đông nam của Paris, Pháp. Nó nằm cách 16,1 km (10,0 mi) tình từ trung tâm của Paris.